# Düren (Witten)

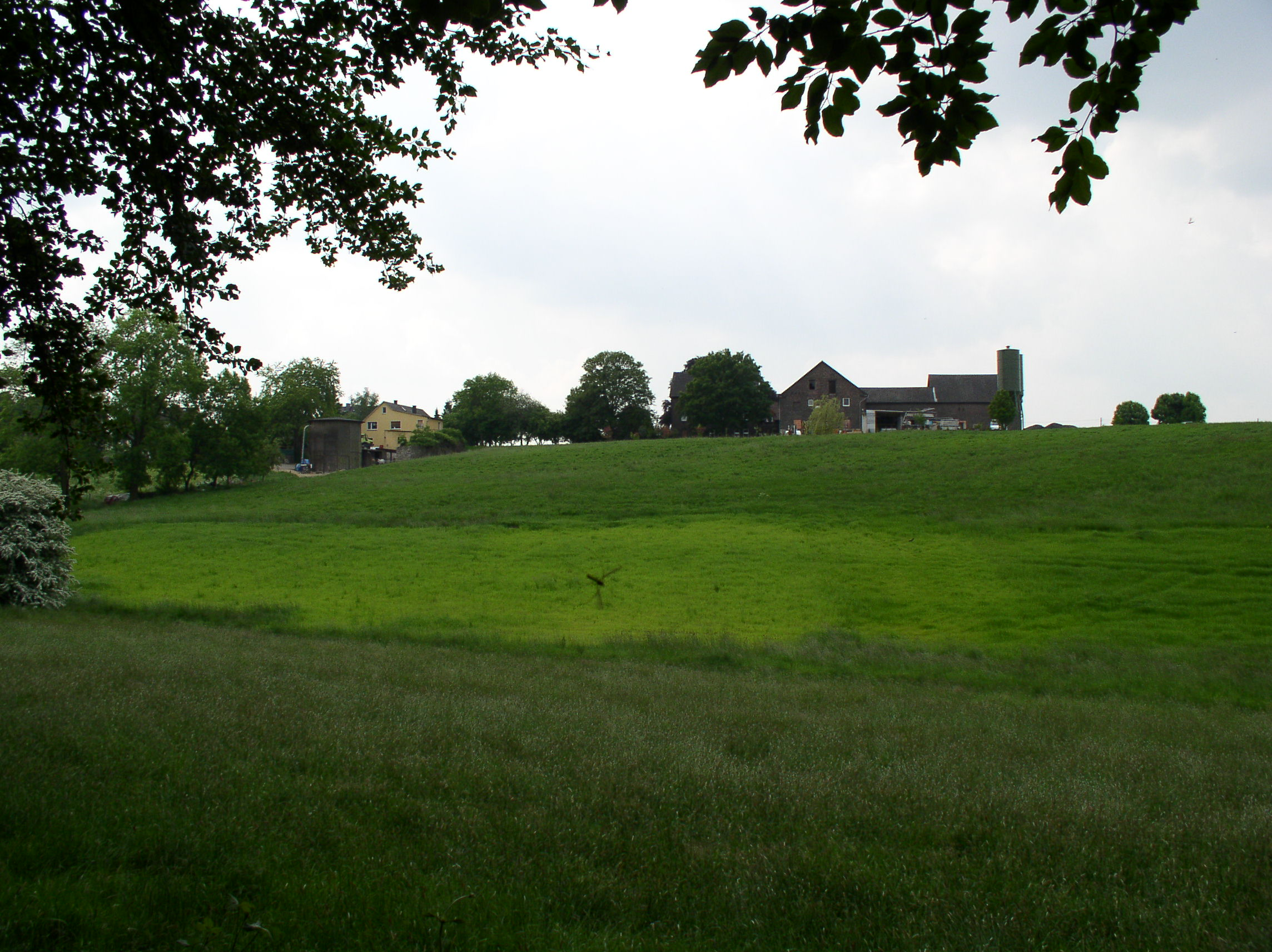
Blick aus dem Dünnebecketal auf Düren

Düren ist ein Ortsteil im Wittener Stadtteil Stockum/Düren. Er grenzt in Witten an Annen, Mitte und Stockum, in Dortmund an Kley und in Bochum an Langendreer. Seit 1929 gehört Düren zu Witten, davor gehörte die Gemeinde zum Amt Langendreer.

## Geschichte
In Schriften der Abtei Siegburg aus dem Jahre 1096 wird vermerkt, dass der Erzbischof Hermann von Köln dem Kloster mehrere Höfe in Stockum geschenkt habe. Mehrere dieser Höfe befanden sich auf dem Gebiet, das heute den Stadtteil Düren darstellt. Wann Düren erstmals separat als Düren benannt wurde, ist strittig. Neuerdings wird auch eine Urkunde des Kaisers Otto III. von 997, in ture ausgestellt, auf Düren bezogen. 1220 wird ein Steinberge erwähnt, das offenbar mit Düren identisch ist, im Jahr 1412 findet sich in Unterlagen der Grafschaft Mark ein Doeverde. Zwischen 1647 und 1929 war Düren eng mit Langendreer verbunden. 1647 nämlich erhielt ein gewisser Johann von der Borch auf Haus Langendreer die Gerichtsbarkeit über das Dorf Langendreer sowie über die Bauerschaften Werne, Stockum, Somborn und Düren.
Im Jahre 1705 gab es gerade einmal sechs Höfe in Düren. Die Situation änderte sich, als im Jahre 1733 die Zeche Siebenplaneten ihre Tätigkeit aufnahm. Sie entstand im Dreieck zwischen Somborn, Kley und Düren. In Düren selbst nahm 1836 die Zeche Ver. Wallfisch den Betrieb auf. Erst im Zuge der Zechenansiedlungen erhielt Düren 1850 den Status einer eigenen Steuergemeinde im Amt Langendreer. Obwohl steuerlich fortan eigenständig, blieben andere Verwaltungsaufgaben allerdings im freiwilligen Verbund mit Stockum. 1913 wurde die alte Zeche Wallfisch von der Zeche Vereinigte Hamburg und Franziska stillgelegt. Am 1. August 1929 wurde das Amt Langendreer aufgelöst und die fast 300-jährige Verbundenheit zwischen Langendreer und Düren endete. Ebenso wie Stockum wurde auch Düren ein Stadtteil von Witten. Die heutige Grenze zwischen Düren und Langendreer entspricht nicht exakt der historischen Grenze zwischen beiden Orten. So liegt ein kleines „Restgebiet“ von Düren heute auf Bochumer Stadtgebiet. Heute ist Düren eine reine Schlafstadt.

## Einwohnerstatistik
Seit der ersten urkundlichen Nennung von Düren befindet sich der heute zu Witten gehörende Stadtteil in einer engen Symbiose mit Stockum. Ende 2011 hatte Düren 388 Einwohner (Stand: 31. Dezember 2011). Damit war Düren mit Abstand – in Bezug auf seine Einwohnerzahl – der kleinste Stadtteil von Witten. Im Jahr 2013 wurde Düren mit Stockum zum neuen Stadtteil Stockum/Düren zusammengeschlossen.